# Чилійсько-Патагонська область
Чилійсько-Патагонська область належить до Голантарктичного флористичного царства і охоплює позатропічні частини Південної Америки від субтропічних «монта» Аргентини і араукарієвих лісів Південної Бразилії до Вогняної Землі, а також острови Фолклендські, Естадос, Дієго-Рамірес, Південна Георгія, Південні Шетландські і Південні Оркнейські, Аделейд і Антарктичний півострів.
Острів Нені біля західних берегів Антарктичного п-ова є крайньою південною межею поширення судинних рослин.
Область характеризується досить різноманітною флорою, що складається в основному з дериватів древнього голантарктичного елементу, але зі значною домішкою таксонів голарктичного походження, а на півночі — також неотропічних елементів.
У флорі області 7 ендемічних родин: Gomortegaceae, Halophytaceae (субаридні райони Аргентини, від Ла-Ріоха до Санта-Крус), Malesherbiaceae, Tribelaceae (Південне Чилі і Вогнена земля), Francoaceae (Чилі), Aextoxicaceae (Чилі) і Misodendraceae (у лісових районах від 33° півд. ш. до протоки Магеллана) і безліч ендемічних або майже ендемічних родів, більшість яких приурочена до Чилі.
З числа найцікавіших ендемічних родів відзначимо папороть Leptocionium (Hymenophyllaceae), хвойні Saxegothaea (Podocarpaceae), Austrocedrus, Pilgerodendron і Fitzroya (Cupressaceae), квіткові Peumus (Monimiaceae), Boquila і Lardizabala (Lardizabalaceae), Philippiella (Caryophyllaceae), Austrocactus і Holmbergia (Gactaceae), Berberidopsis (Flacourtiaceae), Niederleinia (Frankeniaceae), Lebetanthus (Epacridaceae), Ovidia (Thymelaeaceae), Quillaja і Kageneckia (Rosaceae), Saxifragella (Saxifragaceae), Zuccagnia (Fabaceae), Tepualia (Myrtaceae), Magallana (Tropaeolaceae), Gymnophyton, Laretia і Mulinum (Apiaceae), Talguenea (Rhamnaceae), Schizanthus (Solanaceae), Melosperma і Monttea (Scrophulariaceae), Hygea, Mitraria і Sarmienta (Gesneriaceae), Chiliotrichum, Melalema і Nassauvia (Asteraceae), Tetroncium (Juncaginaceae), Gilliesia, Leontochir, Leucocryne, Schickendantziella і Solaria (Liliaceae), Lapageria (Philesiaceaceae), Conanthera і Tecophilaea (Tecophilaeaceae), Tapeinia (Iridaceae), Fascicularia (Bromeliaceae), Ortachne (Poaceae), Jubaea (Arecaceae).
Дуже багато ендемічних видів. Переважна більшість ендеміків зосереджена в Чилі, де збереглося найбільше число древніх голантарктичних елементів.